# Verordnung über Allgemeine Bedingungen für die Versorgung mit Fernwärme
Die Verordnung über Allgemeine Bedingungen für die Versorgung mit Fernwärme (kurz AVBFernwärmeV) ist eine Verordnung, die vom Bundesministerium für Wirtschaft und Technologie erlassen wurde. Sie regelt in 37 Paragrafen Versorgungsbedingungen als Bestandteil des Versorgungsvertrages zwischen Fernwärmeversorgungsunternehmen und den Verbrauchern.
Die Regelungen betreffen das gesamte Vertragsverhältnis vom Abschluss, Einrichtung bis Beendigung. Dabei werden u. a. detaillierte Regelungen über den Vertragsabschluss (§ 2), über Haftung (§ 5), über technische Anschlussbedingungen (§ 17), über Abrechnungen (§ 24) bis hin zur Einstellung der Versorgung und fristloser Kündigung (§ 33) getroffen.
Im Einigungsvertrag finden sich Sonderregelungen für das Beitrittsgebiet.